# Rudolf Biederstedt
Rudolf Biederstedt (* 13. Januar 1920 in Stralsund; † 14. März 1996) war ein deutscher Archivar und Historiker. Er leitete von 1954 bis 1983 das Stadtarchiv Greifswald.

## Leben
Biederstedt besuchte die Schule in Stralsund, bestand dort 1938 die Abiturprüfung und studierte anschließend Biologie an der Ernst-Moritz-Arndt-Universität Greifswald, der Friedrich-Wilhelms-Universität zu Berlin und der Ludwig-Maximilians-Universität München. Von 1942 an war er für ein Jahrzehnt arbeitsunfähig krank; in dieser Zeit wandte er sich der Geschichte Pommerns zu. So konnte er 1953 – ohne formale Vorbildung – zunächst wissenschaftlicher Mitarbeiter am Stadtarchiv Stralsund, dann am Kulturhistorischen Museum Stralsund werden und 1954 die Leitung des Stadtarchivs Greifswald übernehmen. Das Stadtarchiv leitete er bis zu seiner Pensionierung im Jahre 1983. Daneben studierte er bis 1958 Geschichte an der Universität Greifswald.
Über seine unmittelbare Archivtätigkeit hinaus hat Biederstedt sich der Erforschung der Geschichte Pommerns gewidmet und hierzu veröffentlicht. Während der gesamten Erscheinungsdauer des Greifswald-Stralsunder Jahrbuchs von 1961 bis 1982 hat er an dessen Redaktion mitgewirkt und zahlreiche Aufsätze veröffentlicht. 1993 wurde er Mitglied der Historischen Kommission für Pommern.
Biederstedt schrieb auch humoristische Kurzgeschichten.

## Schriften

### Wissenschaftliche Einzelschriften
- Das Stadtarchiv Greifswald und seine Bestände und Archivalischer Quellennachweis zur Geschichte der örtlichen Arbeiterbewegung. Greifswald 1966.
- Greifswald. Stadtbild und Bevölkerung im Mittelalter. Museum der Stadt, Greifswald 1983.
- Die Entstehung ständiger Bürgervertretungen in Greifswald und anderen vorpommerschen Städten 1600 - 1625 (Veröffentlichungen der Historischen Kommission für Pommern, Reihe V: Forschungen zur pommerschen Geschichte, Bd. 27), Böhlau, Köln u. a. 1993. ISBN 3-412-13792-8.
- Löhne und Preise in Vorpommern. 1500 bis 1627. Thomas Helms Verlag, Schwerin 2005, ISBN 3-935749-47-3.

### Aufsätze
- Der Aufstand der Greifswalder Handwerker im Jahre 1556. In: Greifswald-Stralsunder Jahrbuch. 3 (1963), S. 45–65.
- Die Straßen der Greifswalder Altstadt. In: Greifswald-Stralsunder Jahrbuch 13/14 (1982), S. 25–54.
- Zur materiellen Lage der arbeitenden Bevölkerung in den Städten Vorpommerns in der Zeit der "Preisrevolution 1500-1627", In: Jahrbuch für Regionalgeschichte, Bd. 16 (1989), S. 58–72.
- Frühneuzeitliche Steuerregister als sozialstatistische Quelle. In: Baltische Studien. Band 79 N.F., 1993, S. 7–24.

### Schöne Literatur
- Dat hadd noch väl leger kamen künnt. Wähmann, Schwerin 1981.
- Anekdoten und Histörchen von de Waterkant. Altstadt-Verlag, Rostock 1996, ISBN 3-930845-14-8.